# Voluntários e recrutas estrangeiros da Waffen-SS

Ucranianos da 14.ª Divisão de Granadeiros da Waffen SS Galizien marchando em Sanok

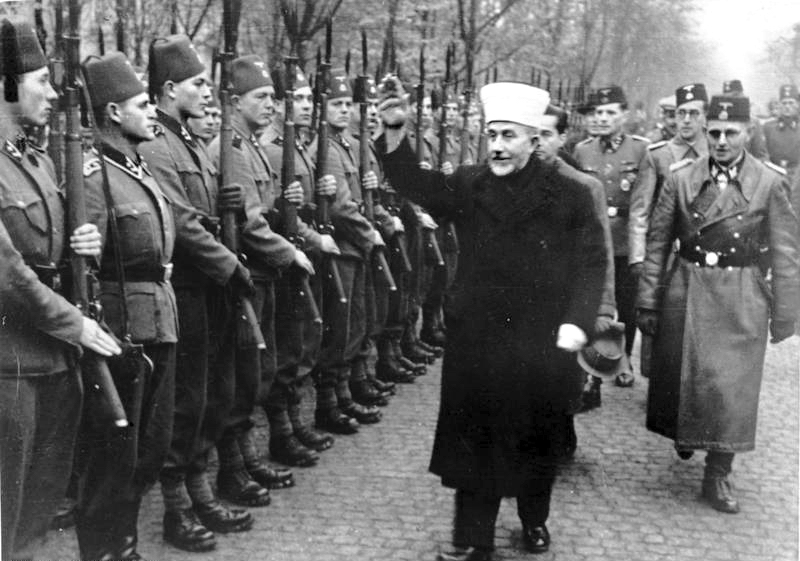
Amin al-Husayni passa em revista tropas de voluntários muçulmanos bósnios da SS

Os voluntários das Forças Armadas Alemãs durante a Segunda Guerra Mundial eram conscritos e aqueles induzidos a se alistarem que serviram nas forças armadas da Alemanha nazista durante a Segunda Guerra Mundial. Na propaganda da guerra alemã, aqueles que se ofereciam para o serviço eram chamados Freiwillige ("voluntários"). Ao mesmo tempo, muitos não-alemães das forças armadas alemãs eram recrutados ou recrutados em campos de prisioneiros de guerra. No total, cerca de 500.000 não-alemães e alemães étnicos de fora da Alemanha, principalmente da Europa ocupada pelos alemães, foram recrutados entre 1940 e 1945. As unidades estavam sob o controle da SS Führungshauptamt (Escritório Central de Comando da SS) sob o Reichsführer-SS Heinrich Himmler. Após a mobilização, o controle tático das unidades foi dado ao Alto Comando das Forças Armadas (Oberkommando der Wehrmacht).

## Contexto e história
O termo Freiwillige foi usado na propaganda nazista para descrever europeus não alemães (nem Reichsdeutsche nem Volksdeutsche) que se ofereceram para lutar pelo Terceiro Reich durante a Segunda Guerra Mundial. Embora em grande parte recrutados em países ocupados, eles também vieram de nações inimigas co-beligerantes, neutras e até ativas. A partir de abril de 1940, Himmler começou a recrutar homens para as Waffen-SS entre os povos da Europa Ocidental e do Norte da Noruega e dos Países Baixos. Em 1941, a Divisão SS-Viking composta por voluntários flamengos, holandeses, dinamarqueses e noruegueses foi formada e colocada sob o comando alemão. Pouco depois, as tropas Waffen-SS foram adicionadas da Letônia, Estônia e outros lugares.

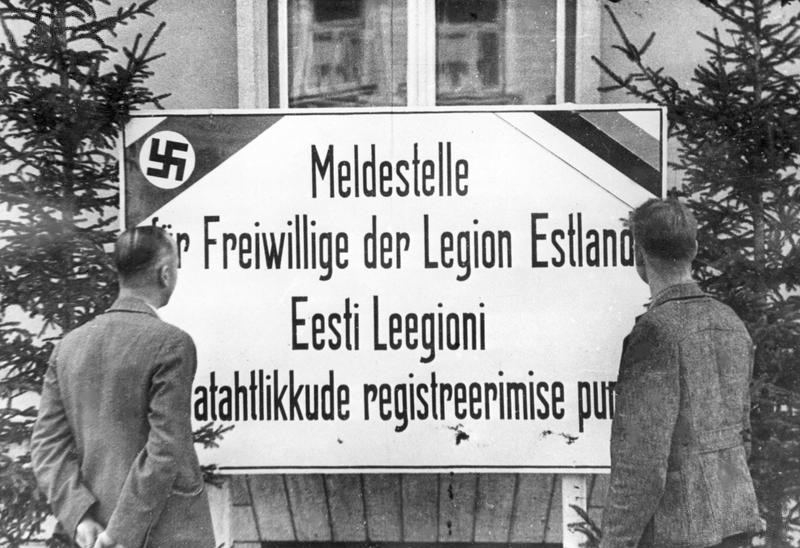
Legião estoniana.

Quando soldados do Exército Vermelho foram capturados pelas forças invasoras alemãs, por exemplo, um número significativo de prisioneiros de guerra começou imediatamente a ajudar a Wehrmacht. Juntamente com as forças aliadas aos nazistas, os russos compunham o "maior contingente de tropas auxiliares estrangeiras no lado alemão, com mais de 1 milhão de homens". Muitos dos voluntários estrangeiros lutaram na Waffen-SS ou na Wehrmacht. Geralmente, as tropas não germânicas eram permitidas na Wehrmacht, enquanto os voluntários germânicos eram recrutados para o serviço das Waffen-SS como parte do "exército pan-germânico" do futuro. Além de ajudar os alemães a lutar, unidades auxiliares estrangeiras através da Europa ocupada impunham ordem nos territórios ocupados, supervisionavam o trabalho forçado, participavam de guerras antipartidárias e ajudavam no assassinato da população judaica em nome de seus senhores nazistas.
Na Frente Oriental, os voluntários e conscritos em Ostlegionen formavam uma força de combate equivalente a 30 divisões alemãs no final de 1943. Em meados de 1944, mais de 600.000 tropas das Legiões / Tropas Orientais foram reunidas sob o comando do General Ernst-August. Köstring, originário principalmente da periferia do império soviético; eles consistiam em minorias muçulmanas não-eslavas, como os turquestânicos, os tártaros do Volga, os caucasianos do norte e os azerbaijanos, bem como georgianos e armênios. A eficácia geral dos colaboradores militares da Alemanha nazista foi descrita por um comandante alemão como um quinto bom, um quinto ruim e três quintos inconsistentes.
Muitos dos voluntários estrangeiros lutaram sob a bandeira da suástica de áreas fora da Europa e foram motivados por um desejo pela liberdade de suas nações contra a dominação soviética ou o imperialismo britânico. Colocando os voluntários da Europa Oriental que lutaram ao lado dos alemães no contexto, o historiador alemão Rolf-Dieter Müller comenta que pessoas em países da Finlândia à Romênia "subitamente se viram presos entre o martelo vermelho e a bigorna" marrom ", deixando-os pouco em termos de opções; seu subsequente "choque coletivo sobre a crueldade alemã foi superado apenas por sua antipatia e até ódio pela União Soviética".
As tropas não-alemãs incluíam uma vasta gama de etnias, desde os povos principalmente turcos nos Ostlegionen aos muçulmanos eslavos na 13ª Divisão Waffen Mountain do SS Handschar e os índios da Legião Indu (o Exército Nacional Indiano lutou contra os britânicos do lado japonês). Para a maioria dos voluntários das comunidades muçulmanas, sua animosidade contra os soviéticos era decorrente de seus sentimentos anti-russos, impulsos religiosos (desdém pelo ateísmo soviético, por exemplo), associados à experiência negativa das políticas de Stalin sobre a nacionalidade e à correspondente ruptura. para o seu modo de vida.
Em última análise, os colaboradores europeus permaneceram subordinados à supervisão alemã e foram "mantidos em uma coleira curta". Rolf-Dieter Müller coloca os números para os aliados europeus da Wehrmacht e voluntários que lutaram na campanha do leste em aproximadamente um milhão de homens no total, o que ele afirma dá razão substancial para "reavaliar" as "dimensões militares" da colaboração geral. Na opinião de Müller, a Wehrmacht não teria sido capaz de chegar a Moscou em 1941, não fosse pelos recrutas finlandeses, húngaros e romenos; as operações no Volga e no Cáucaso em 1942 teriam parado sem as forças adicionais; e após o desastre em Stalingrado, foram os recrutas estrangeiros e voluntários (60 mil soldados) combatendo partidários nos Bálcãs, o que permitiu que os alemães estabilizassem a Frente Oriental na Finlândia e na Ucrânia. Müller também lembra cuidadosamente aos leitores que, além do colaborador cooptado de colaboradores, milhões de trabalhadores estrangeiros foram forçados a ajudar a fornecer aos nazistas os recursos materiais necessários para levar adiante a guerra por muito mais tempo do que seria possível sem seus esforços.

### História da Waffen SS
A Waffen-SS (Armed SS) foi criada como a ala militarizada do Schutzstaffel (SS; "Protective Squadron") do Partido Nazista. Suas origens remontam à seleção de um grupo de 120 homens da SS em 1933 por Sepp Dietrich para formar o Sonderkommando Berlin, que se tornou o Leibstandarte SS Adolf Hitler (LSSAH). Em 1934, a SS desenvolveu o seu próprio ramo militar, o SS-Verfügungstruppe (SS-VT), que juntamente com o LSSAH, evoluiu para a Waffen-SS. Nominalmente sob a autoridade de Heinrich Himmler, a Waffen-SS desenvolveu uma estrutura de comando e operações totalmente militarizada. Ele cresceu de três regimentos para mais de 38 divisões durante a Segunda Guerra Mundial, servindo ao lado do Heer (exército), enquanto nunca formalmente fazia parte dele. O desejo de Hitler era que as Waffen-SS não fossem integradas nem no exército nem na polícia estadual, mas permaneceriam como uma força independente de homens com treinamento militar à disposição do Führer.

## Recrutamento e conscrição
Em 1934, Heinrich Himmler inicialmente estabeleceu requisitos rigorosos para os recrutas. Eles deveriam ser cidadãos alemães que pudessem provar sua ascendência ariana até 1800, solteiros e sem antecedentes criminais. Os recrutas tinham de ter entre 17 e 23 anos, pelo menos 1,74 metros de altura (1,78 metros para o Leibstandarte). Recrutas eram obrigados a ter dentes e visão perfeitos e fornecer um atestado médico. Em 1938, as restrições de altura foram relaxadas, até seis obturações dentárias foram permitidas, e os óculos para astigmatismo e correção de visão moderada foram permitidos. Depois que a Segunda Guerra Mundial começou na Europa, as exigências físicas não eram mais rigorosamente aplicadas. Após a campanha no Ocidente, em 1940, Hitler autorizou o alistamento de "pessoas consideradas como relacionadas", como disse Himmler, para expandir as fileiras. Um número de dinamarqueses, holandeses, noruegueses, suecos e finlandeses se ofereceram para servir nas Waffen-SS sob o comando de oficiais alemães. As unidades não germânicas não eram consideradas parte da SS diretamente, o que ainda mantinha seus rígidos critérios raciais; em vez disso, eram considerados cidadãos estrangeiros servindo sob o comando da SS.
O recrutamento começou em abril de 1940 com a criação de dois regimentos: Nordland (mais tarde SS Division Nordland) e Westland (mais tarde SS Division Wiking). À medida que cresciam em números, os voluntários foram agrupados em Legiões (com o tamanho de batalhão ou brigada); seus membros incluíam os chamados alemães não alemães, bem como oficiais alemães étnicos originários dos territórios ocupados. Com o avanço da guerra, voluntários e conscritos estrangeiros formavam metade da Waffen-SS.
Depois que a Alemanha invadiu a União Soviética na Operação Barbarossa, recrutas da França, Espanha, Bélgica (incluindo Valões), o território da Checoslováquia ocupada, a Hungria e os Bálcãs foram assinados.  Em fevereiro de 1942, o recrutamento da Waffen-SS no sudeste da Europa tornou-se obrigatório para todas as minorias alemãs em idade militar. A partir de 1942, outras unidades de recrutas não germânicas foram formadas. Legiões eram formadas por homens da Estônia, da Letônia, além de homens da Bósnia, Herzegovina, Croácia, Geórgia, Ucrânia, Rússia e cossacos. No entanto, em 1943, as Waffen-SS não podiam mais afirmar que, em geral, eram uma força de combate de "elite". Recrutamento e alistamento baseado em "expansão numérica sobre qualitativa" ocorreram, com muitas das unidades "estrangeiras" sendo boas apenas para o serviço de retaguarda. Além disso, em 1944, os militares alemães começaram a recrutar estonianos e letões em um esforço para reabastecer suas perdas. Os estrangeiros que serviam na Waffen-SS eram "cerca de 500.000", incluindo aqueles que foram pressionados para o serviço ou recrutados.
Um sistema de nomenclatura desenvolvido para distinguir formalmente o pessoal com base em seu local de origem. Unidades germânicas teriam o prefixo "SS", enquanto unidades não germânicas foram designadas com o prefixo "Waffen" para seus nomes. As formações com voluntários alemães de origem germânica eram oficialmente chamadas Freiwilligen (voluntário) (escandinavos, holandeses e flamengos), enquanto as unidades de alemães étnicos nascidos fora do Reich eram conhecidas como Volksdeutsche e seus membros eram de países satélites. Estes foram organizados em legiões independentes e tinham a designação Waffen anexada aos seus nomes para identificação formal. Além disso, a Wiking da Divisão SS da Alemanha incluiu recrutas da Dinamarca, Noruega, Suécia e Estônia ao longo de sua história. O número de recrutas da SS da Suécia e da Suíça era de apenas algumas centenas de homens. Apesar da escassez de mão-de-obra, a Waffen-SS ainda se baseava na ideologia racista do nazismo, portanto os poloneses étnicos foram especificamente impedidos de participar das formações, por serem vistos como "subumanos".

## Pós Guerra

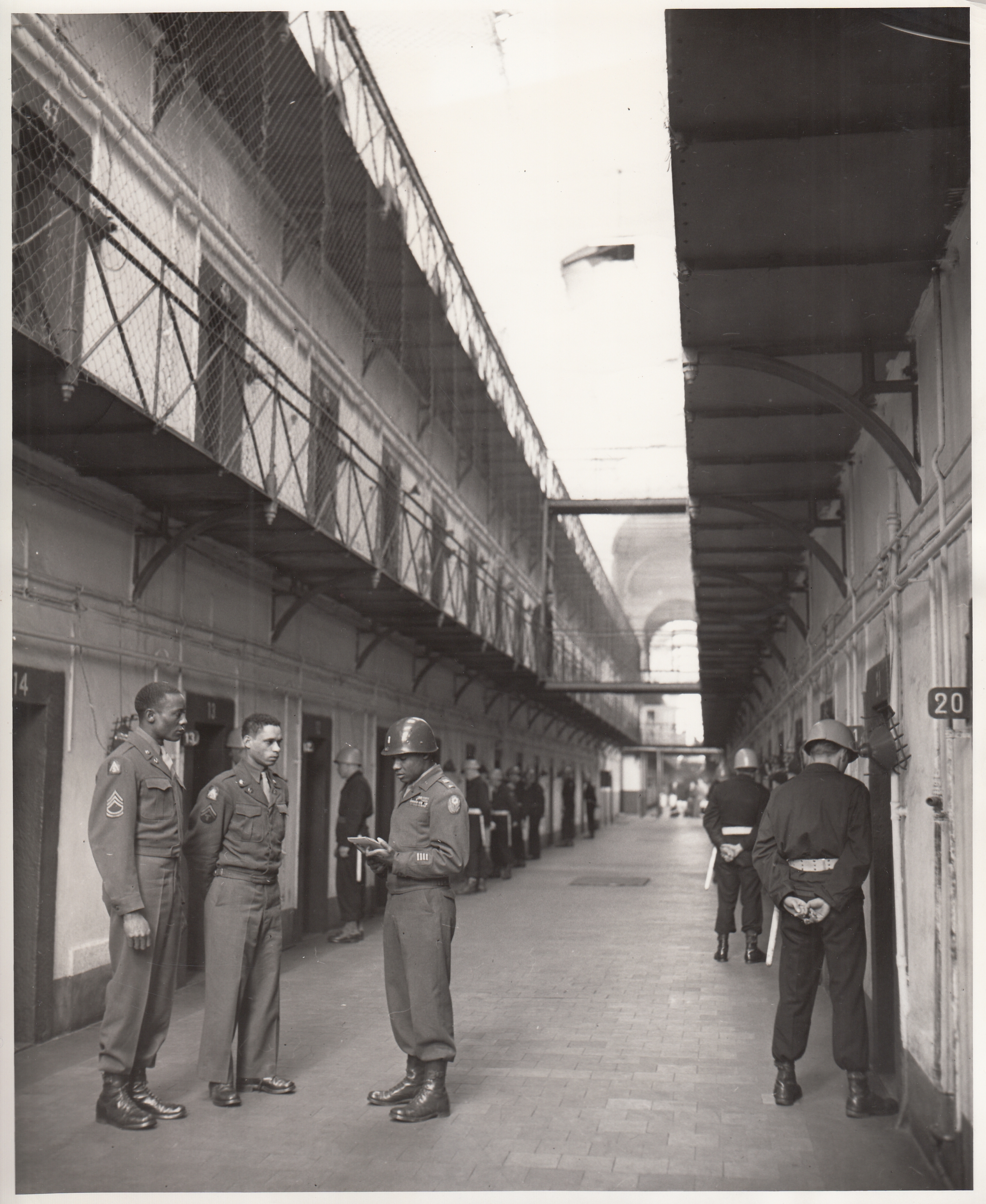
Estrangeiros sendo julgados por crimes de guerra.

Durante os Julgamentos de Nuremberg, a Waffen-SS foi declarada uma organização criminosa pelo seu grande envolvimento em crimes de guerra e por ser uma "parte integral" da SS. As unidades inscritas, no entanto, não foram consideradas criminosas, pois esses indivíduos não tinham escolha em se tornarem membros. Vários voluntários foram executados, enquanto outros foram julgados e presos por seus países. Outros ainda viviam no exílio ou retornavam à sua terra natal.
O líder valão Léon Degrelle fugiu para a Espanha, onde, apesar de ter sido condenado à morte por absentia pelas autoridades belgas, ele viveu no exílio até sua morte em 1994. Cerca de 146 soldados bálticos da Letônia, Lituânia e Estônia, que lutaram contra os soviéticos e fugiram para a Suécia, foram extraditados para a União Soviética em 1946. Os homens do XV SS Cossack Corps encontraram-se na Áustria no final da guerra e entregaram-se às tropas britânicas. Embora tivessem garantias de que não seriam repatriados, os prisioneiros de guerra cossacos foram devolvidos à União Soviética. Muitos foram executados por traição. Depois da guerra, membros das Unidades Bálticas Waffen-Grenadier foram considerados separados e distintos em propósito, ideologia e atividades da SS alemã pelos Aliados Ocidentais. Posteriormente, na primavera de 1946, fora das fileiras de conscritos do Báltico que haviam se rendido aos aliados ocidentais no ano anterior, um total de nove empresas foram formadas para guardar o perímetro externo do Tribunal do Tribunal Internacional de Nuremberg e os vários depósitos e depósitos. residências de oficiais e promotores dos EUA ligados ao julgamento. Os homens também foram encarregados de guardar os acusados de criminosos de guerra nazistas mantidos presos durante o julgamento até o dia da execução.